# Eynesse
Eynesse ist eine französische Gemeinde mit 591 Einwohnern (1. Januar 2022) im Département Gironde in der Region Nouvelle-Aquitaine. Sie gehört zum Arrondissement Libourne sowie zum Kanton Le Réolais et Les Bastides.

## Geografie
Die Gemeinde liegt rund 30 Kilometer westlich von Bergerac an der Grenze zum benachbarten Département Dordogne im Weinbaugebiet Sainte-Foy-Bordeaux. Nachbargemeinden sind Saint-Antoine-de-Breuilh im Norden (Département Dordogne), Port-Sainte-Foy-et-Ponchapt im Nordosten (Département Dordogne), Saint-André-et-Appelles im Osten, Saint-Quentin-de-Caplong im Süden und Saint-Avit-de-Soulège im Westen.
Der Ort Eynesse liegt am linken Ufer des Flusses Dordogne, der hier die Départementsgrenze bildet.

## Bevölkerungsentwicklung
| Jahr      | 1962 | 1968 | 1975 | 1982 | 1990 | 1999 | 2006 | 2017 |
| Einwohner | 575  | 577  | 542  | 512  | 526  | 477  | 549  | 587  |

## Sehenswürdigkeiten

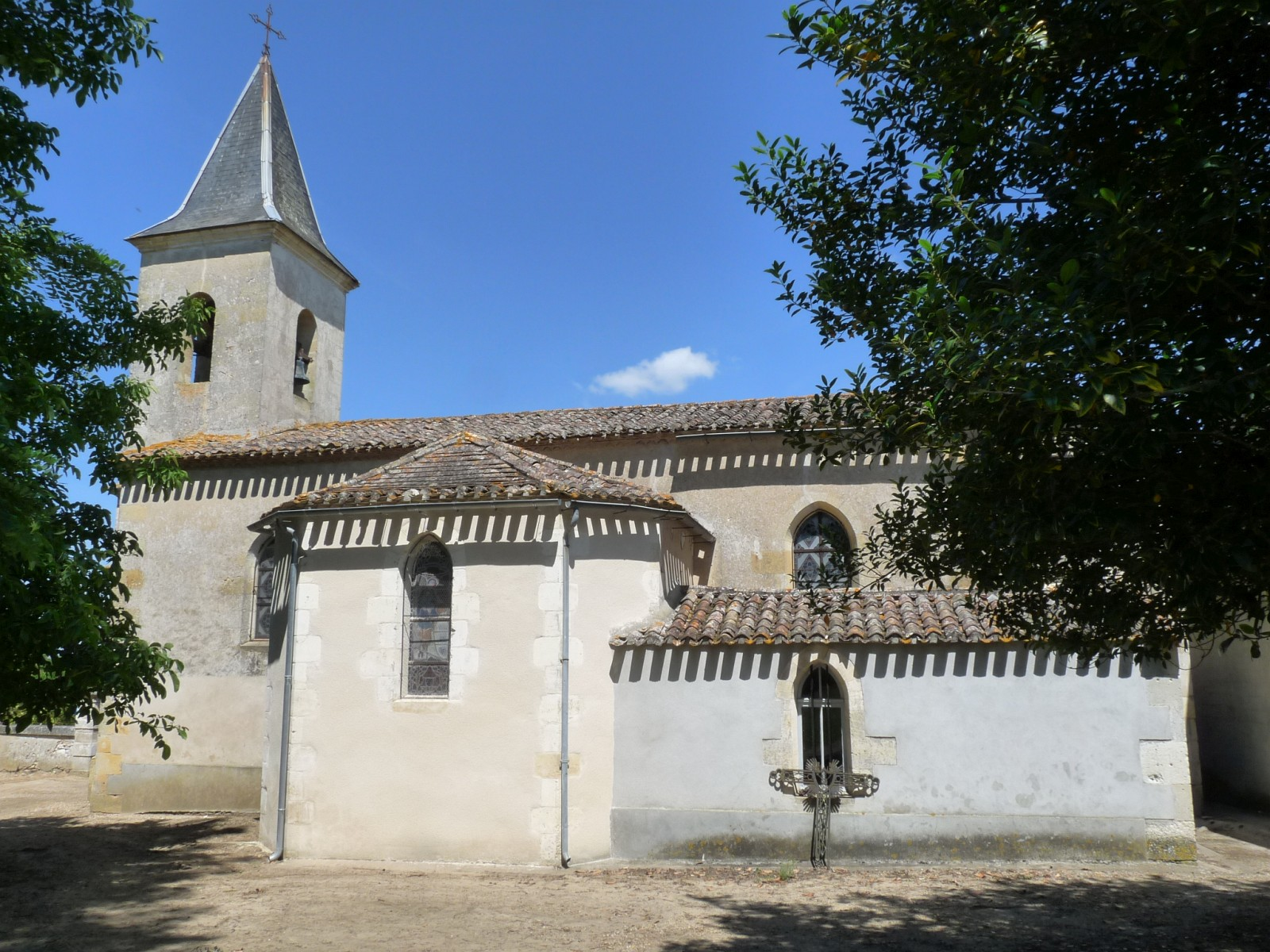
Kirche Saint-Pierre

- Château du Barrail, Schloss aus dem 15. Jahrhundert – Monument historique[1]
- Kirche Saint-Pierre